# شون ديون هاميلتون
شون ديون هاميلتون (بالإنجليزية: Shaun Dion Hamilton)‏ هو لاعب كرة قدم أمريكية أمريكي، ولد في 11 سبتمبر 1995 في مونتغومري في الولايات المتحدة.